# BVG TF 50
Die Straßenbahn-Triebwagen vom Typ TF 50 sowie die dazugehörigen Beiwagen vom Typ B 50 waren eine kleine Gattung von Fahrzeugen, die ab 1951 bei der West-Berliner Straßenbahn zum Einsatz kamen. Die Wagen entsprachen dem vom Verband öffentlicher Verkehrsbetriebe (VÖV) entwickelten Verbandswagen.

## Entwicklung

Beiwagen 1803 abgestellt in der Gradestraße in Britz, 1963

Die Fahrzeuge wurden nach den Maßgaben des zuvor entwickelten Verbandstypen der VÖV konstruiert. Anders als die in Westdeutschland gebauten Wagen handelte es sich bei den sechs Triebwagen um keine kompletten Neubauten. Vielmehr wurden die Fahrgestelle im Krieg beschädigter Wagen verwendet. Vermutlich dienten die Triebwagen 4117 (Typ TF 14/24 S), 5531, 5535, 5540, 5552 und 5598 (alle Typ TF 20/29) als Spenderwagen. Der neue Wagenkasten wurde von den Gaubschat Fahrzeugwerken in Neukölln geliefert. Die Beiwagen hingegen wurden als Neufahrzeuge bei Orenstein & Koppel konstruiert. Sie verfügten im Gegensatz zu den Triebwagen über keine separaten Fahrgestelle. Die sechs Triebwagen erhielten die Wagennummern 6300 bis 6305, die acht Beiwagen die Wagennummern 1800 bis 1807 bei der BVG.
An den Plattformen befanden sich Teleskopschiebetüren. Anstelle der sonst üblichen zwei Linienkästen über den Wagenenden hatten die Wagen nur einen Linienanzeiger. Zur besseren Erkenntlichkeit wurden daher seitlich der Türen ebenfalls Liniennummernkästen angebracht. Bei den Beiwagen wurde auf diese Kennzeichnung verzichtet.
Die Wagen waren im Straßenbahnhof Britz stationiert und kamen von dort aus bis Anfang 1963 fast ausschließlich auf der Linie 47 zwischen Hermannplatz und Rudow zum Einsatz. Nachdem die Linie vom Hermannplatz nach Britz zurückgezogen wurde, kamen die Fahrzeuge noch für kurze Zeit zu den Linien 15 und 27. Mit der Stilllegung der 15 am 1. Juli 1966 erfolgte auch die Abstellung der Wagen. Zunächst wurden sie zum Betriebshof Charlottenburg überführt. Von hier aus bedienten die Triebwagen 6301 und 6303 noch für wenige Monate die Einsetzfahrten auf der Linie 55. Im August und September 1967 wurden die Wagen dann mit Ausnahme des Triebwagen 6301 im Betriebshof Moabit verschrottet. Der erhaltene Wagen blieb bei der Museumssammlung der Berliner Verkehrsbetriebe in Britz und wurde 1993 in die Monumentenhalle des Deutschen Technikmuseums Berlin überführt.